# Elecciones municipales del Cuzco de 1986
Las elecciones municipales del Cusco de 1986 se llevaron a cabo el 9 de noviembre de 1986 para elegir al alcalde y al Concejo Provincial del Cusco para el periodo 1987-1989. La elección se celebró simultáneamente con elecciones municipales (provinciales y distritales) en todo el Perú.

## Sistema electoral
La Municipalidad Provincial del Cusco es el órgano administrativo y de gobierno de la provincia del Cusco. Está compuesta por el alcalde y el Concejo Provincial.
La votación del alcalde y el concejo se realiza en base al sufragio universal, que comprende a todos los ciudadanos nacionales mayores de dieciocho años, empadronados y residentes en la provincia del Cusco y en pleno goce de sus derechos políticos, así como a los ciudadanos no nacionales residentes y empadronados en la provincia del Cusco.
El Concejo Provincial del Cusco está compuesto por 19 regidores elegidos por sufragio directo para un período de tres (3) años, en forma conjunta con la elección del alcalde (quien lo preside). La votación es por lista cerrada y bloqueada. Se asigna a la lista ganadora los escaños según el método d'Hondt o la mitad más uno, lo que más le favorezca.

## Composición del Concejo Provincial del Cusco
La siguiente tabla muestra la composición del Concejo Provincial del Cusco antes de las elecciones.
| Partidos | Partidos                | Regidores |
| -------- | ----------------------- | --------- |
|          | Izquierda Unida         | 11        |
|          | Partido Aprista Peruano | 5         |
|          | Acción Popular          | 3         |

## Partidos y candidatos
A continuación se muestra una lista de los principales partidos y alianzas electorales que participaron en la elección:
| Candidatura | Candidatura | Partidos y alianzas | Líder | Líder                   | Ideología                                                  | Resultado previo | Resultado previo | Ref. |
| Candidatura | Candidatura | Partidos y alianzas | Líder | Líder                   | Ideología                                                  | Votos (%)        | Reg.             | Ref. |
| ----------- | ----------- | --- | ----- | ----------------------- | ---------------------------------------------------------- | ---------------- | ---------------- | ---- |
|             | IU          | Lista - Izquierda Unida (IU) – Unión de Izquierda Revolucionaria (UNIR) – Unidad Democrático Popular (UDP) – Partido Socialista Revolucionario (PSR) – Partido Comunista Revolucionario (PCR) – Partido Comunista Peruano (PCP) – Frente Obrero Campesino Estudiantil y Popular (FOCEP) |       | Daniel Estrada Pérez    | Marxismo-leninismo Mariateguismo Socialismo democrático    | 46.86%           | 11               |      |
|             | APRA        | Lista - Partido Aprista Peruano (APRA) |       | Carlos Chacón Galindo   | Aprismo                                                    | 27.06%           | 5                |      |
|             | PPC         | Lista - Partido Popular Cristiano (PPC) |       | Héctor Suenaga Pinillos | Democracia cristiana Conservadurismo Liberalismo económico | 3.82%            | 0                |      |
|             | PST         | Lista - Partido Socialista de los Trabajadores (PST) |       | Manuel Martínez Catalá  | Trotskismo Obrerismo Sindicalismo                          | Nuevo            | Nuevo            |      |

## Resultados

### Sumario general
|                        |                                              |              |              |              |           |           |
| Partidos y coaliciones | Partidos y coaliciones                       | Voto popular | Voto popular | Voto popular | Regidores | Regidores |
| Partidos y coaliciones | Partidos y coaliciones                       | Votos        | %            | ±pp          | Total     | +/−       |
|                        | Partido Aprista Peruano (APRA)               | 41,925       | 49.28        | +22.22       | 11        | +6        |
|                        | Izquierda Unida (IU)                         | 39,789       | 46.77        | –0.09        | 8         | –3        |
|                        | Partido Popular Cristiano (PPC)              | 3,099        | 3.64         | –0.18        | 0         | ±0        |
|                        | Partido Socialista de los Trabajadores (PST) | 269          | 0.32         | Nuevo        | 0         | ±0        |
|                        |                                              |              |              |              |           |           |
| Total                  | Total                                        | 85,082       |              |              | 19        | ±0        |
|                        |                                              |              |              |              |           |           |
| Votos válidos          | Votos válidos                                | 85,082       | 91.68        | +6.25        |           |           |
| Votos en blanco        | Votos en blanco                              | 1,606        | 1.73         | –2.16        |           |           |
| Votos nulos            | Votos nulos                                  | 6,120        | 6.59         | –4.08        |           |           |
| Votos emitidos         | Votos emitidos                               | 92,808       | 80.86        | +3.40        |           |           |
| Abstenciones           | Abstenciones                                 | 21,967       | 19.14        | –3.40        |           |           |
| Votantes registrados   | Votantes registrados                         | 114,775      |              |              |           |           |
|                        |                                              |              |              |              |           |           |
| Fuente:                |                                              |              |              |              |           |           |

### Concejo Provincial del Cusco
| Cargo                         | Autoridad electa              | Partido político | Partido político        |
| ----------------------------- | ----------------------------- | ---------------- | ----------------------- |
| Alcalde Provincial del Cusco  | Carlos Chacón Galindo         |                  | Partido Aprista Peruano |
| Regidor Provincial del Cusco  | Abel Ramos Fanola             |                  | Partido Aprista Peruano |
| Regidor Provincial del Cusco  | Nicanor Moscoso Zalasar       |                  | Partido Aprista Peruano |
| Regidor Provincial del Cusco  | Guido Bayro Orellana          |                  | Partido Aprista Peruano |
| Regidor Provincial del Cusco  | Jorge Zegarra Balcázar        |                  | Partido Aprista Peruano |
| Regidor Provincial del Cusco  | William La Torre Luna         |                  | Partido Aprista Peruano |
| Regidor Provincial del Cusco  | Ciriaco Vargas Sánchez        |                  | Partido Aprista Peruano |
| Regidor Provincial del Cusco  | Randolfo Anci Castañeda       |                  | Partido Aprista Peruano |
| Regidora Provincial del Cusco | Edelmira Zamalloa de Mercado  |                  | Partido Aprista Peruano |
| Regidor Provincial del Cusco  | Mario Holgado Callañaupa      |                  | Partido Aprista Peruano |
| Regidor Provincial del Cusco  | David Navia Miranda           |                  | Partido Aprista Peruano |
| Regidor Provincial del Cusco  | Adolfo Saloma Gonzales        |                  | Izquierda Unida         |
| Regidor Provincial del Cusco  | Miguel Saavedra Parada        |                  | Izquierda Unida         |
| Regidor Provincial del Cusco  | Germán Silva Latorre          |                  | Izquierda Unida         |
| Regidor Provincial del Cusco  | Néstor Guevara Cusipaucar     |                  | Izquierda Unida         |
| Regidor Provincial del Cusco  | Pedro Challco Vizcarra        |                  | Izquierda Unida         |
| Regidora Provincial del Cusco | Doris Pacheco Farfán de Tapia |                  | Izquierda Unida         |
| Regidor Provincial del Cusco  | Juan Figueroa Serrano         |                  | Izquierda Unida         |
| Regidor Provincial del Cusco  | Walter Ángulo Mera            |                  | Izquierda Unida         |

## Elecciones municipales distritales

### Sumario general
| Partidos y coaliciones | Partidos y coaliciones            | Voto popular | Voto popular | Voto popular | Alcaldías | Alcaldías |
| Partidos y coaliciones | Partidos y coaliciones            | Votos        | %            | ±pp          | Total     | +/−       |
| ---------------------- | --------------------------------- | ------------ | ------------ | ------------ | --------- | --------- |
|                        | Izquierda Unida (IU)              | 20,198       | 47.81        | –0.85        | 3         | –1        |
|                        | Partido Aprista Peruano (APRA)    | 19,583       | 46.36        | +23.16       | 4         | +4        |
|                        | Partido Popular Cristiano (PPC)   | 1,529        | 3.62         | –0.28        | 0         | –1        |
|                        | Listas independientes distritales | 935          | 2.21         | n/a          | 0         | ±0        |
|                        |                                   |              |              |              |           |           |
| Total                  | Total                             | 42,245       |              |              | 7         | ±0        |
|                        |                                   |              |              |              |           |           |
| Votos válidos          | Votos válidos                     | 42,245       | 91.65        | +6.25        |           |           |
| Votos en blanco        | Votos en blanco                   | 903          | 1.96         | –2.96        |           |           |
| Votos nulos            | Votos nulos                       | 2,945        | 6.39         | –3.29        |           |           |
| Votos emitidos         | Votos emitidos                    | 46,093       | n/d          | n/d          |           |           |
| Abstenciones           | Abstenciones                      | n/d          | n/d          | n/d          |           |           |
| Votantes registrados   | Votantes registrados              | n/d          |              |              |           |           |
|                        |                                   |              |              |              |           |           |
| Fuente:                |                                   |              |              |              |           |           |

### Resultados por distrito
La siguiente tabla enumera el control de los distritos de la provincia del Cusco. El cambio de mando de una organización política se resalta del color de ese partido.
| Distrito      | Alcalde(sa) titular       | Partido político | Partido político          | Alcalde(sa) electo(a)       | Partido político | Partido político        |
| ------------- | ------------------------- | ---------------- | ------------------------- | --------------------------- | ---------------- | ----------------------- |
| Ccorca        | Mariano Farfán Choque     |                  | Acción Popular            | Pablo Zavala Pandal         |                  | Partido Aprista Peruano |
| Poroy         | Zenón Farfán Cáceres      |                  | Partido Popular Cristiano | Maximiliano Gamarra Condori |                  | Partido Aprista Peruano |
| San Jerónimo  | Juan Atayupanqui Chamorro |                  | Izquierda Unida           | Juan Atayupanqui Chamorro   |                  | Izquierda Unida         |
| San Sebastián | Gloria Chara Pacheco      |                  | Izquierda Unida           | Gregorio Inca Roca Concha   |                  | Partido Aprista Peruano |
| Santiago      | Carlos Cuaresma Sánchez   |                  | Izquierda Unida           | Tomás Velasco Cábala        |                  | Izquierda Unida         |
| Saylla        | Enrique Chihuantito Ccana |                  | Acción Popular            | Víctor Kcana Fernández      |                  | Izquierda Unida         |
| Wánchaq       | Jorge Monzón Pesantes     |                  | Izquierda Unida           | Álvaro López Cazorla        |                  | Partido Aprista Peruano |